# Mathilde Klose

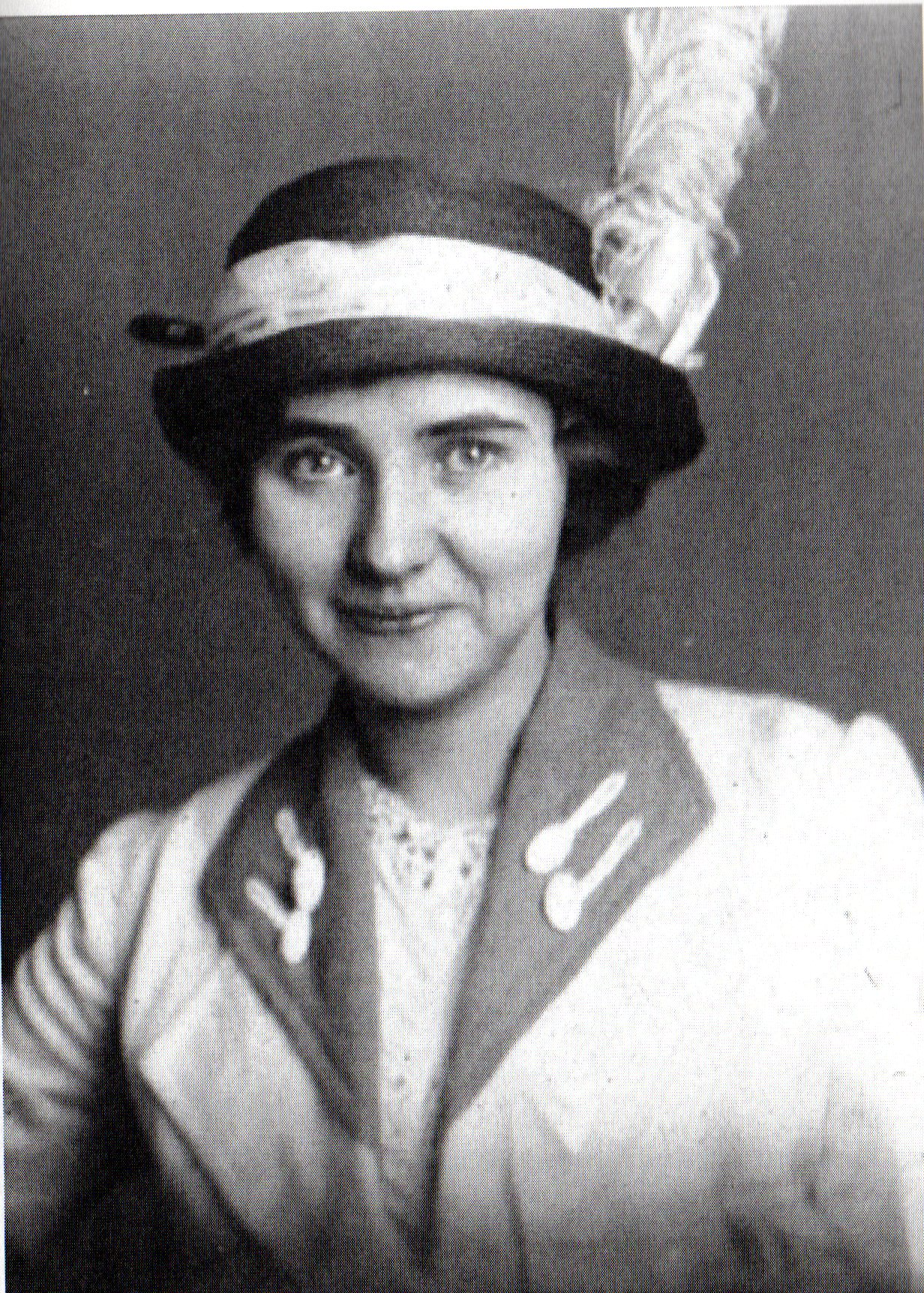
Mathilde Klose (1913)

Mathilde „Tilde“ Klose (* 22. Dezember 1892 in Solingen; † Februar oder März 1942 in Bernburg (Saale)) war eine deutsche Gewerkschafterin. Sie wurde 1942 von den Nationalsozialisten ermordet.

## Leben
Mathilde Klose kam als älteste Tochter in einem gutbürgerlichen Elternhaus zur Welt; ihr Vater war Direktor der Solinger Stadtwerke. Klose hatte noch einen jüngeren Bruder. Klose besuchte zunächst das Lyzeum, wo sich früh ihre Begabung für Fremdsprachen zeigte. 1909 ging sie mit Unterstützung der Eltern nach Paris, aber als ihr Vater überraschend verstarb, kehrte sie nach Solingen zurück. Die Jahre bis 1914 verbrachte Klose in Paris und London, wo sie selbst für ihren Unterhalt aufkam. Bereits vor dem Ersten Weltkrieg trat sie der SPD bei.
Nach ihrer Rückkehr aus dem Ausland arbeitete sie als Auslandskorrespondentin in Düsseldorf und dann in Den Haag. Nach drei Jahren kehrte sie aus Den Haag zurück und arbeitete dann im Mannesmannröhren-Konzern. 1931 trat Klose der KPD bei. Ferner engagierte sie sich in der Revolutionären Gewerkschafts-Opposition (RGO) und gründete zusammen mit Kollegen im Röhrenverband 1932 eine Angestellten-Betriebsgruppe der RGO. Nach der Machtergreifung der Nationalsozialisten wurde Alfred Fuhrmann, Leiter der RGO-Betriebsgruppe, verhaftet und im KZ Börgermoor inhaftiert. Klose leitete die Gruppe weiter bis zu ihrer Verhaftung am 4. Oktober 1934.
Anfang März 1935 wurde sie, zusammen mit 70 weiteren Genossen, in einem Massenprozess wegen „Vorbereitung zum Hochverrat“ zu vier Jahren Zuchthaus verurteilt. Diese verbrachte sie in den Zuchthäusern Gotteszell und Aichach. Nach Verbüßung ihrer Haftstrafe wurde sie in „Schutzhaft“ genommen und zunächst in das Frauen-KZ Lichtenburg gebracht. 1938 folgte das KZ Ravensbrück. 1942 wurde sie schließlich in die Heil- und Pflegeanstalt Bernburg gebracht, wo sie der Aktion 14f13 zum Opfer fiel und vergast wurde.

## Ehrungen

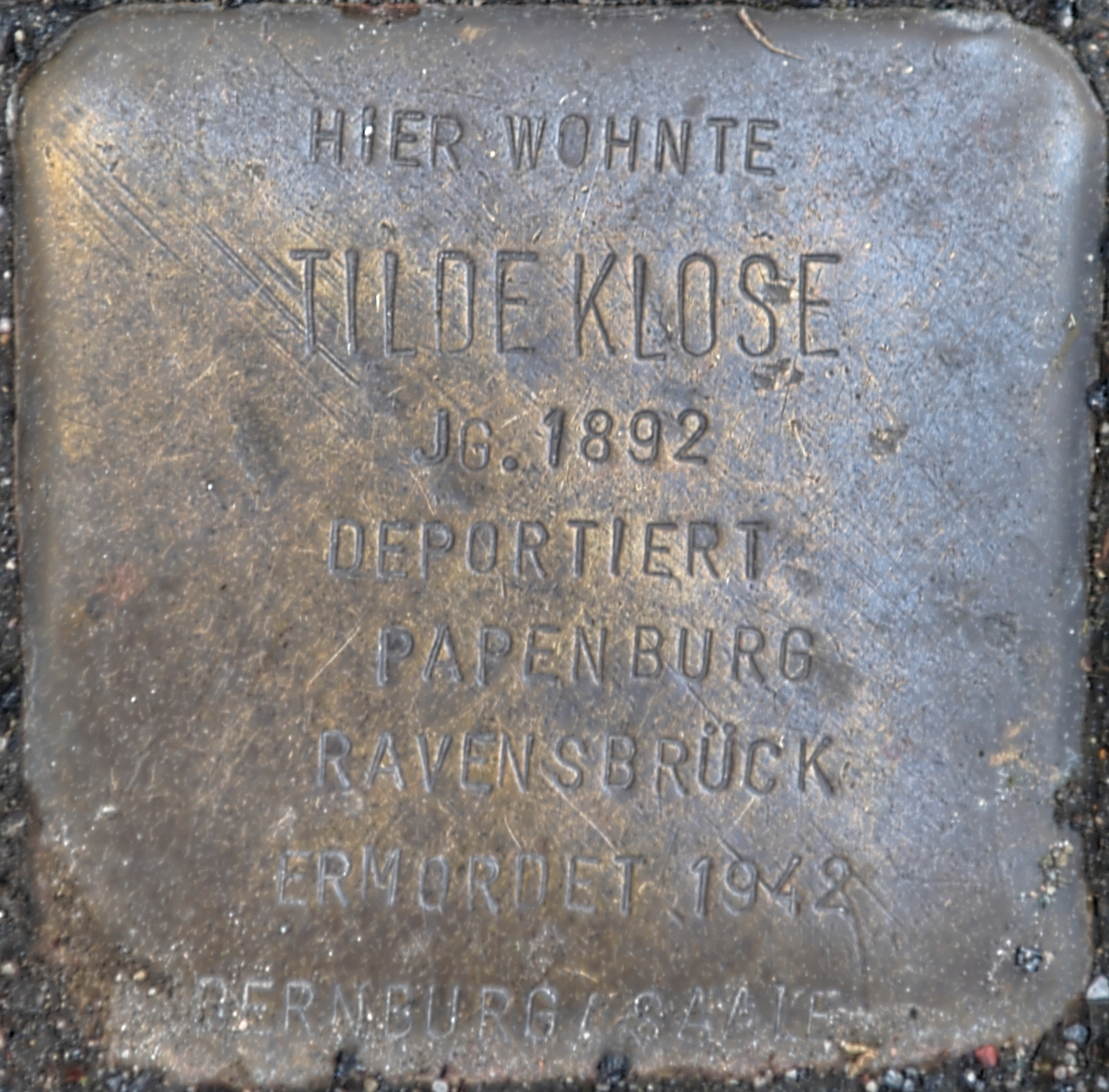
Stolperstein für Tilde Klose in der Gasstraße 22 in Solingen

In Bernburg (Saale) wurde eine Tilde-Klose-Straße, in Düsseldorf der Tilde-Klose-Weg nach ihr benannt. Die Deutsche Demokratische Republik widmete ihr 1959 eine Briefmarke. Am 7. Februar 2006 wurde in Solingen an ihrem Wohnhaus an der Gasstraße 22 ein Stolperstein gelegt. Auch in Düsseldorf wurde in der Scharnhorststraße 4 ein Stolperstein verlegt. Auch in Solingen wurde eine Straßenbenennung nach ihr angeregt. Dieser Anregung kam die Stadt Solingen am 17. Dezember 2013 nach und benannte eine neue Erschließungsstraße zu einem Neubaugebiet in der Nähe des Haltepunktes Solingen Vogelpark im Stadtteil Ohligs zu Ehren der ermordeten Gewerkschafterin.
Ulla Feldhaus veröffentlichte 2011 eine 68-seitige Biografie über Klose.